# Аврамец, Михаил Дмитриевич
Михаил Дмитриевич Аврамец — советский хозяйственный и государственный деятель, лауреат Государственной премии СССР за выдающиеся достижения в труде.

## Биография
Родился в 1932 году на территории современного Красноярского края. Член КПСС.
В 1954—1992 — буровой мастер, старший буровой мастер Красноградской нефтегазоразведочной экспедиции треста «Харьковнефтегеоразведка».
За творческую активность и инициативу по наращиванию топливно-энергетических ресурсов и существенному повышению эффективности производства на основе интенсификации производственных процессов и наиболее полного использования горной и буровой техники был в составе коллектива удостоен Государственной премии СССР за выдающиеся достижения в труде 1977 года.
Жил в Харьковской области.

## Награды
- Орден Ленина (1981)
- Орден Октябрьской Революции (1986)
- Орден Трудового Красного Знамени